# Supercoppa spagnola 2022 (pallavolo femminile)
La Supercoppa spagnola 2022 si è svolta il 24 settembre 2022: al torneo hanno partecipato due squadre di club spagnole e la vittoria finale è andata per la seconda volta all'Haris.

## Regolamento
Le squadre hanno disputato una gara unica.

## Squadre partecipanti
| Squadra | Qualificazione                                      |
| ------- | --------------------------------------------------- |
| Emevé   | Finalista Coppa della Regina 2021-22                |
| Haris   | Vincitrice SFV 2021-22 e Coppa della Regina 2021-22 |

## Torneo
| 24 settembre 2022 Pabellón Santiago Martín, La Laguna Durata: 1h:56 - Spettatori: 0 | Haris | 3 - 1 | Emevé | 25-22, 21-25, 25-22, 25-12 |